# Philautus microdiscus
Espèce
Synonymes
- Rhacophorus microdiscus Annandale, 1912

Statut de conservation UICN

 DD  : Données insuffisantes
Philautus microdiscus  est une espèce d'amphibiens de la famille des Rhacophoridae.

## Répartition
Cette espèce est endémique de l'État d'Arunachal Pradesh en Inde. Elle se rencontre en dessous de 100 m d'altitude dans les Abor Hills dans le district de la vallée du bas Dibang.

## Description
Philautus microdiscus mesure environ 29 mm. Son dos est grisâtre, marbré de gris foncé et piqueté de noir. Son ventre est blanc sale.

## Publication originale
- Annandale, 1912 : Zoological results of the Abor Expedition, 1911-1912. Records of the Indian Museum Calcutta, vol. 8, no 1, p. 7-59 (texte intégral).